# Самокрещенцы
Самокреще́нцы (также бабушкин толк, бабушкино согласие, бабушкины, самокресты) — старообрядческое течение беспоповцев, отличающееся от остальных старообрядцев в основном тем, что его сторонники крестили сами себя (без привлечения священников, которых не признавали) через троекратное погружение в воду и чтение Символа веры. В последующем от этого направления ответвились группы рябиновцев, дырников и средников. Течение самокрещенцев является ответвлением нетовщины, которая в свою очередь, является одним из направлений беспоповства.

## Основание и причины отделения от старообрядчества
Происхождение данного течения относится к концу XVIII века и основано, по данным словаря Брокгауза и Ефрона, ссылающегося на некоего Ф. Лопатинского, крестьянином Романом Даниловцом.
Как беспоповское направление старообрядчества, нетовцы (а с ними и самокрещенцы, как их подтечение) считали, что в связи с реформами патриарха Никона церковных таинств более не существует, поскольку их больше некому отправлять. Однако от таинства крещения они отказаться не могли, поскольку потерялся бы весь смысл христианства, во многом завязанный на этом обряде, а с ним и право именоваться христианами. В связи с этим нетовцами было принято решение, что за совершением этого таинства можно обращаться к духовенству православной церкви. Однако такое решение данного вопроса о способе совершения крещения дало повод к выделению толка самокрещенцев, которые придерживались старообрядческого учения о наступлении царства антихриста во всей строгости.
Другим поводом к отделению самокрещенцев от основного течения беспоповства стало неприятие ими института религиозных наставников (заменяющих у беспоповцев священников), управляющих богослужением и паствой и принимающих исповедь. Не желая принимать крещения от наставников, самокрещенцы начали крестить себя сами, за что и получили своё название от остальных беспоповцев, которые, в свою очередь, упрекали членов нового течения в том, что они прервали беспрерывную линию крещения от предков, прекратив тем самым на некоторое время само христианство.
Согласно этимологическому словарю русского языка Максимилиана Романовича Фасмера самокрещение производилось дождевой водой, которую самокрещенцы собирали в сосудах из молодых веток.
Со временем сторонники данного течения прекратили совершать обряд самокрещения и ввели обычай крестить младенцев так, как это делают повивальные бабки при вынужденном отсутствии священника, то есть, прочитав Символ веры, три раза погрузить младенца в воду, что дало повод присвоить им другое название — бабушкин толк, бабушкино согласие или просто бабушкины.

## Совершение других церковных таинств
Наряду со столь радикальным решением «проблемы» крещения подобным же образом были решён и вопрос, связанный с совершениями таинств брака. При совершении данного таинства венчающиеся просто произносили «…венчаюся аз, раб Божий имярек…», вместо традиционной церковной формы «венчаются раб Божий имярек и раба Божия имярек». Кроме того, переходящих из традиционного православия в самокрещенцы повторно не перекрещивают.

## Совершение богослужений
Самокрещенцы совершают богослужение без пения, поскольку пение придаёт торжественность не подобающую во «времена Антихриста».

## Описание учения самокрещенцев
Наиболее подробно учение самокрещенцев описал Тимофей Михайлович Бондарев в своей книге «Истинный и неложный путь ко спасению»
Также, согласно статье воспитанника Санкт-Петербургской Духовной академии, писателя Павла Степановича Соколова (1863-?) самокрещенцы обитали в районе Саратова, о чём он упоминает в своей статье «Самокрещенцы в Саратовской губернии», вышедшей в сентябре 1897 года в журнале «Христианское чтение».

## Самокрещение в других течениях
Кроме собственно самокрещенцев догмата самокрещения придерживалась и старообрядческая секта бегунов, основанная Евфимием, учившим, что человек должен крестить себя сам, чтобы никто, связанный с Антихристом не участвовал в перекрещении.

## Распространение
Небольшое количество последователей идей самокрещенства проживало в Среднем Поволжье. Кроме того самокрещенцы проживали также в Нижегородской (в начале XX века несколько тысяч человек), Ярославской и Костромской губерниях.
Сведения о распространении данного течения в настоящее время отсутствуют. 

## См.также
- Старообрядчество
- Беспоповство
- Нетовцы
- Любушкино согласие
- Дырники